# You Don't Know Jack - Il dottor morte
You Don't Know Jack - Il dottor morte (You Don't Know Jack) è un film per la televisione del 2010, diretto da Barry Levinson e interpretato da Al Pacino e John Goodman.
Negli Stati Uniti è stato trasmesso il 24 aprile 2010 e ha avuto un grande successo. In Italia, invece, è stato trasmesso il 22 marzo 2011 da Sky Cinema e per la prima volta in chiaro il 16 gennaio 2013 su Rai 4.

## Trama
Basato sulla vita del "dottor morte" Jack Kevorkian il medico che ha praticato il suicidio assistito su oltre 130 pazienti affetti da patologie giunte allo stadio terminale.
Incentrato su come Kevorkian costruì la "Mercy Tron" ("Macchina della Pietà") - macchina costruita da Kevorkian per aiutare a suicidarsi quei malati terminali o gravissimamente infermi che non avevano l'uso delle mani - e sul primo intervento di suicidio assistito avvenuto negli anni novanta.

## Premi

### Golden Globe
- Nomination Miglior miniserie o film TV
- Miglior attore protagonista in una miniserie o film TV Al Pacino

### Emmy Award
- Nomination Miglior film TV
- Miglior attore protagonista in una miniserie o film TV Al Pacino
- Miglior sceneggiatura per una miniserie o Film TV Adam Mazer
- Nomination Miglior attore non protagonista in una miniserie o film TV John Goodman
- Nomination Miglior attrice non protagonista in una miniserie o film TV Brenda Vaccaro
- Nomination Miglior attrice non protagonista in una miniserie o film TV - Susan Sarandon
- Nomination Miglior regia per una miniserie o Film TV Barry Levinson
- Nomination Miglior fotografia per una miniserie o film per la tv Eigil Bryld
- Nomination Miglior scenografia per una miniserie o film per la tv - Mark Ricker
- Nomination Migliori costumi per una miniserie o film per la tv - Rita Ryack
- Nomination Miglior montaggio single-camera per una miniserie o film per la tv - Aaron Yanes
- Nomination Miglior trucco tradizionale per una miniserie o film per la tv
- Nomination Migliori musiche per una miniserie, film per la tv o special - Marcelo Zarvos
- Nomination Miglior casting per una miniserie o film per la TV
- Nomination Migliori acconciature per una miniserie o film per la tv

### Screen Actors Guild Awards
- Migliore attore protagonista – Film tv o miniserie Al Pacino
- Nomination Migliore attore protagonista – Film tv o miniserie John Goodman
- Nomination Migliore attrice protagonista – Film tv o miniserie Susan Sarandon

### Satellite Awards
- Nomination Miglior film per la televisione
- Miglior attore protagonista in una miniserie o film TV Al Pacino
- Miglior attrice non protagonista in una serie, miniserie o film per la televisione Brenda Vaccaro